# 宇津江四十八滝温泉
宇津江四十八滝温泉（うつえしじゅうはちたきおんせん）は、岐阜県高山市国府町宇津江にある温泉。

## 泉質
- 弱アルカリ性単純温泉
  - 源泉温度　30.2℃
- 源泉温度が低いため、加温・循環濾過方式にしている。

## 温泉地
県の名勝である宇津江四十八滝の近くに、日帰り温泉施設「しぶきの湯　遊湯館」が1軒存在する。
宿泊施設は存在せず、周辺は民家や商業施設は皆無である。

## 歴史
- 2000年（平成12年）1月7日　- 開業

## アクセス
- JR高山本線・飛騨国府駅からのらマイカー（コミュニティバス）で10分。終点「遊湯館前」下車。

- 中部縦貫自動車道高山ICより国道41号経由、車で30分。